# 월드 레슬링 카운실
월드 레슬링 카운실(World Wrestling Council, 약자 WWC)은 푸에르토리코의 2대 메이저 프로레슬링 단체 중 하나이며 다른 메이져 단체는 International Wrestling Association(인터내셔널 레슬링 어소시에이션)이다.
주간 프로그램으로는 WWC 슈퍼에스트렐라스 데 라 루차리브레(Superestrellas de la Lucha Libre)가 와파 TV 채널과 와파 아메리카 채널을
통해 매주 토요일과 일요일 오후 12시부터 1시까지 방영되고 있으며, 2007년 5월까지는 도미니카 공화국의 슈퍼캐널 33 채널에서 매주
토요일과 일요일 오후 12시부터 2시까지 방영되었다.

## 역사

### 캐피톨 스포츠 프로모션즈
NWA 연맹에서 1988년 후반까지 활약해 온 프로모터 카를로스 콜론 , 빅토 조비카, 고릴라 몬순이 캐피톨 스포츠 프로모션즈를 설립하고
1976년까지는 토마스 콜라도가 오너였다.
캐피톨 스포츠 프로모션즈는 자신들만의 TV쇼인 슈퍼에스트렐라스 데 라 루차리브레(Superestrellas de la Lucha Libre)를 와파 TV 채널에서
방영하기 시작한다. 그러다가 아일랜드 전역에 투어를 시작하고 푸에르토리코는 복싱에 유행하게 된다.
그러던 중 1970년대와 1980년대에 수많은 미국의 슈퍼스타들이 푸에르토리코에서 프로레슬링을 하기 위해 캐피톨 스포츠 프로모션즈를
찾기 시작했다. 유명한 "마초맨" 랜디 세비지 , "네이쳐보이" 릭 플레어, 브루져 브루디 , 도리 펑크 주니어, 더치 만텔이 그들이다.
1983년 릭킨 산체즈가 캐피톨의 메인 프로모터직을 맞게 되면서 슈퍼에스트렐라스는 WWC의 주간 TV쇼가 된다.
다른 나라의 프로레슬링 단체와 IWA의 경우 단체의 최고 챔피언을 월드헤비웨이트 챔피언 (약자로 월드 챔피언 또는 헤비웨이트 챔피언)이라고 명명하지만
WWC의 경우 자신들 최고의 챔피언을 세계를 뛰어넘은 우주의 챔피언이라는 의미의 유니버셜 헤비웨이트 챔피언으로 명명하고 있다.

### 월드 레슬링 카운실
1990년대 중반 캐피톨 스포츠 프로모션즈는 아예 단체명을 WWC (월드 레슬링 카운실)로 변경한다. WWC는 빅토 쿠이노네즈가 프로모터를 맡고 있는 IWA와 라이벌 체제를 구축하게 된다.
그리하여 푸에르토리코의 유명레슬러들은 WWC나 IWA에서 활약하게 되고 2004년 말 칼리 콜론 (= 칼리토)가 미국 서열 1위 단체인 WWE와 계약을 체결하게 된다.

### WWE와의 협력관계
2007년 중반 카를로스 콜론이 WWE와 협상을 한 결과 WWE와 협력관계를 맺게 된다. 그리하여 현재까지도 WWE에 있는 에디 콜론 (= 프리모 콜론)이 WWC의 경기에 참가하는 등 WWE 소속 선수들이 WWC에도 가끔씩 모습을 드러낸다.

## 챔피언

### 현재 챔피언
| 타이틀                                      | 현재 챔피언     | 획득한 날짜      |
| ------------------------------------------- | --------------- | ---------------- |
| WWC 유니버셜 헤비웨이트챔피언 (우주 챔피언) | 리키 반델라스   | 2011년 1월 8일   |
| WWC 캐리비안 헤비웨이트 챔피언              | 조 브라보       | 2010년 11월 27일 |
| WWC 월드 주니어 헤비웨이트 챔피언           | 리코쳇          | 2010년 8월 21일  |
| WWC 푸에르토리코 헤비웨이트 챔피언          | 길버트          | 2010년 11월 27일 |
| WWC 위민스 챔피언                           | 블랙 로즈       | 2010년 10월 23일 |
| WWC 월드 태그팀 챔피언                      | 썬더 & 라이트닝 | 2010년 11월 27일 |

## 폐지된 챔피언
| 타이틀                                     | 마지막 챔피언                             | 획득한 날짜     | 폐지된 날짜      |
| ------------------------------------------ | ----------------------------------------- | --------------- | ---------------- |
| WWC 캐리비안 태그팀 챔피언                 | 라틴 커넥션 (레이 곤잘레스 & 리키 산타나) | 1991년 9월 28일 | 1991년 12월 2일  |
| WWC 도미니칸 리퍼블릭 헤비웨이트 챔피언    | 엘 브롱코                                 | 2001년 9월 22일 | 2001년           |
| WWC 하드코어 챔피언                        | 사부                                      | 2003년 12월     | 2003년           |
| WWC 인터콘티넨탈 헤비웨이트 챔피언         | 피에로쓰 주니어                           | 1999년 4월 3일  | 1999년 12월 13일 |
| WWC 노쓰 아메리칸 헤비웨이트 챔피언        | 메니 헤르난데즈                           | 1991년 9월      | 1991년           |
| NWA 노쓰 아메리칸 태그팀 챔피언 (WWC 버전) | 헌터스 (밥 브라운 & 데일 베세이)          | 1987년 6월 20일 | 1987년 11월      |
| WWC 텔레비전 챔피언                        | 크리스 조엘                               | 2008년 5월 10일 | 2008년           |

## 페이 퍼 뷰(pay-per-view) 일정표

### 2011년 페이 퍼 뷰(pay-per-view) 일정표
| 이벤트명!                    |
| ---------------------------- |
| 유포리아                     |
| 라 호라 델 라 버다드         |
| 카미노 아 라 글로리아        |
| 아너 vs 트레이시온           |
| 썸머 메드니스                |
| 애니버서리오 (출범 기념쇼)   |
| 셉티엠브레 니그로            |
| 할로윈 레슬링 엑스트라바겐자 |
| 크로스파이어                 |
| 락아웃                       |